# Hirakud-Talsperre
Die Hirakud-Talsperre ist die größte Talsperre Indiens, gemessen an der Wasseroberfläche, und ein Stausee beim Ort Hirakud. Sie liegt am Fluss Mahanadi im Distrikt Sambalpur im Bundesstaat Odisha ca. 16 km nördlich der Stadt Sambalpur. Die Talsperre ist 1980 durch eine katastrophale Flutwelle bekannt geworden.

## Stausee
Der Hirakud-Stausee dient der Bewässerung, dem Hochwasserschutz und der Stromerzeugung. Er fasste ursprünglich 8,1 Milliarden m³ Wasser. Er verlandet jedoch, so dass bei einer Nachmessung 1988 nur noch 7,189 Mrd. m³ festgestellt werden konnten. Die Uferlänge beträgt 640 km. Mit einer Fläche von 746 km² war der Stausee bei seiner Fertigstellung der größte künstliche See in Asien, wurde aber schon 1960 von dem sowjetischen Buchtarma-Stausee und 1967 vom Bratsker Stausee überholt.
An der Planung der Talsperre war M. Visvesvaraya beteiligt.

## Absperrbauwerk
Das Absperrbauwerk ist eine Kombination aus einer Gewichtsstaumauer aus Beton und Mauerwerk sowie einem Staudamm aus Erdschüttmaterial. Das Bauwerk wurde 1957 erbaut, ist 59 m hoch und 4800 m lang. An beiden Seiten gibt es lange Anschlussdeiche, der linke ist 9337 m lang (in fünf Teilstücken) und der rechte 10.759 m (in einem Stück). Zur Zeit seiner Fertigstellung war der Staudamm mit einer Gesamtlänge (einschließlich Anschlussdeichen) von 25 km der längste Staudamm der Welt, aber auch dieser Rekord wurde inzwischen gebrochen, und zwar von Yacyretá in Argentinien.

## Die Katastrophe
Im September 1980 gab es durch diese Talsperre bei einem Hochwasser eine Katastrophe mit einigen Hundert bis zu rund 1000 Toten. Es gab zwar keinen Dammbruch, aber aufgrund der Hochwasser-Notsituation musste die Talsperre entlastet werden, indem die Verschlüsse geöffnet wurden. Die panikartige Notentlastung war erforderlich, weil der Damm sonst überströmt worden wäre und durch ein Versagen des Dammes ein weitaus größerer Schaden entstanden wäre.